# Berthold von Bernstorff
Berthold Hartwig Arthur Graf von Bernstorff (Berlijn, 21 januari 1842 – Hof Höllwangen, 12 februari 1917) was een Duitse landeigenaar, afgevaardigde naar de Rijksdag en eigenaar van het Nederlandse eiland Schiermonnikoog.

## Leven en werk
Von Bernstorff studeerde na zijn middelbareschoolopleiding bosbouwkunde aan de academie in Eisenach en aan de universiteit van Göttingen. Hij bezat het familielandgoed Wehningen in de Landkreis Lüneburg. Hij was actief op het gebied van land- en bosbouw en vervulde bestuurlijke functies op dit terrein. Zo was hij onder andere lid van het centraal comité van de koninklijke landbouwvereniging in Hannover, landschapsraad van de Lüneburger Ridder- en Landschap, lid van het koninklijk economisch college en lid van de Duitse landschapsraad.
Daarnaast was hij vanaf 1890 lid van de landelijke synode van de Evangelisch-Lutherse Kerk. Van 1893 tot 1907 was hij lid van de Rijksdag voor de Duits-Hannoveraanse Partij.
In Nederland kreeg Von Bernstorff bekendheid omdat hij in 1893 het eiland Schiermonnikoog kocht van de toenmalige eigenaar John Eric Banck. Het eiland zou tot en met de Tweede Wereldoorlog in het bezit van de familie Von Bernstorff blijven. Daarna verviel hun bezit aan de Staat der Nederlanden. Op Schiermonnikoog herinnert nog de naam van het hotel "Graaf Bernstorff" aan deze episode uit de geschiedenis van Schiermonnikoog.